# Marcus Annius Libo (Konsul)
Marcus Annius Libo war ein römischer Politiker, Senator und Onkel des Kaisers Mark Aurel.
Libo war ein Sohn des Marcus Annius Verus und der Rupilia Faustina. Das Cognomen Libo bekam er wohl vom Großvater mütterlicherseits, dessen Name vielleicht Decimus Rupilius Libo war. Libo war im Jahr 128 zusammen mit Lucius Nonius Calpurnius Torquatus Asprenas ordentlicher Konsul.
Libos gleichnamiger Sohn war im Jahr 161 Suffektkonsul. Der Konsul des Jahres 204 Marcus Annius Flavius Libo war wahrscheinlich sein Urenkel.